# Benoît Delbecq

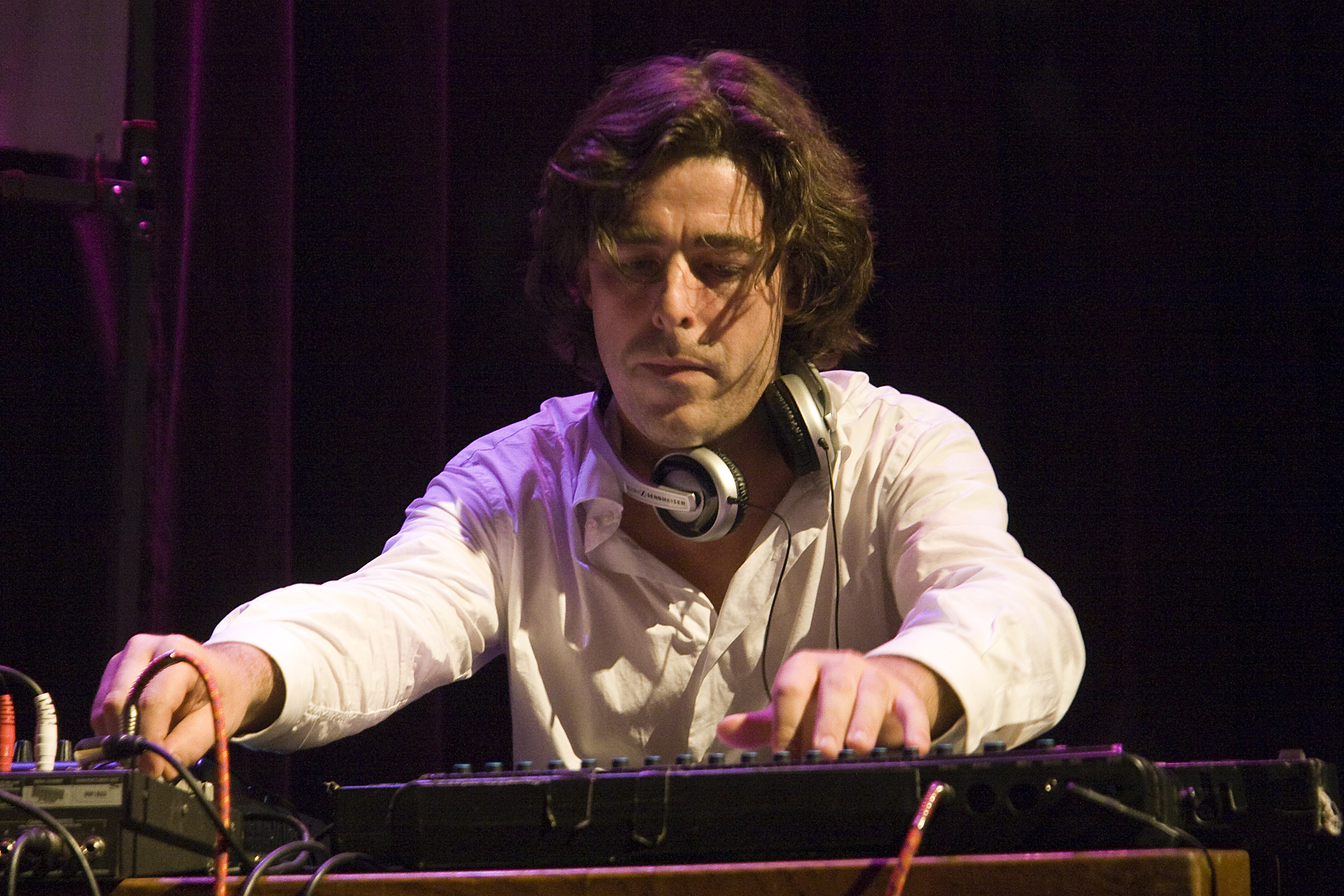
Benoit Delbecq

Benoît Delbecq (* 1966 in Paris) ist ein französischer Jazzpianist und Komponist, der häufig die Technik des präparierten Klaviers einsetzt.

## Leben und Wirken
Delbecq ist als Pianist an zeitgenössischer klassischer Klaviermusik u. a. von John Cage, György Ligeti und Conlon Nancarrow geschult. Er gehörte zu den Gründungsmitgliedern mehrerer Gruppen, darunter des Quartetts Painting (mit Steve Argüelles) und der Recyclers (mit Argüelles und Noël Akchoté bzw. Corin Curschellas). Mit Guillaume Orti, Hubert Dupont und Benjamin Henocq gründete er 1990 die Gruppe Kartet (die bis 2014 sechs Alben vorlegte). Mit Serge Adam arbeitete er in der Bigband Quoi de Neuf Docteur und dem Projekt Jazz Mic Mac zusammen, mit dem er durch Zentralafrika tourte.
Weiterhin arbeitete er u. a. mit Evan Parker, Steve Lacy, Derek Bailey, Marc Ducret, Gianni Gebbia, Louis Sclavis, François Houle, Lukas Ligeti und Mandhira de Saram zusammen. Auch komponierte er Film-, Ballett- und Schauspielmusiken und trat mit dem Lyriker Olivier Cadiot auf. 2010 gastierte er im Steve Lehman Oktett auf dem Moers Festival. Sein Trio-Album The Sixth Jump wurde von der New York Times und AllAboutJazz als eines der besten Alben des Jahres 2010 eingeordnet. Ebenso wie das Album Circles and Calligrams wurde es mit einem Grand Prix International de l’Académie Charles Cros ausgezeichnet. 2012 spielte er mit Crescendo in Blue ein Album mit Duke-Ellington-Transkriptionen selten gespielter Stücke aus dessen Suiten und Ballettmusiken ein. Mit Fred Thomas und Ewan Bleach widmete er sich in Dick Wag (2020) dem Werk von Richard Wagner.

## Diskographie
- Jorrit Dijkstra, Benoît Delbecq: European Echoes (1995)
- François Houle, Benoît Delecq: Nancali (1996)
- Pursuit mit Steve Argüelles, Jean-Jacques Avenel, Marc Ducret, François Houle, Michael Moore (1999)
- Nu-Turn, Soloalbum (2001)
- Phonetics mit Emile Biayenda, Mark Helias, Oene van Geel (2003)
- François Houle, Benoît Delecq: La Lumiere de Pierres (2005)
- Antonin-Tri Hoang, Benoît Delbecq Aeroplanes (Bee Jazz, 2011)
- Benoit Delbecq, François Houle: Because She Hoped (Songlines, 2011)
- Crescendo In Duke (Nato, 2012)
- Samuel Blaser, Benoît Delbecq, Gerry Hemingway: Fourth Landscape (Nuscope Recordings, 2014)
- Joëlle Léandre, Benoît Delbecq, François Houle: 14 Rue Paul Fort, Paris (Leo Records, 2015)
- Spots On Strips (Clean Feed, 2018)
- Benoît Delbecq, Jorrit Dijkstra, John Hollenbeck: Linger (Driff, 2018)
- Claudia Solal, Benoît Delbecq: Hopetown  (Rogueart, 2020)
- The Weight of Light (Pyroclastic, 2021) Soloalbum
- Illegal Crowns: Unclosing (Out of Your Head, 2023)
- François Houle’s Genera Sextet: In Memoriam (2023)